# Станционный смотритель (фильм, 2003)
«Станционный смотритель» (англ. The Station Agent) — независимый американский фильм, снятый режиссёром Томасом Маккарти в 2003 году. Премьерный показ состоялся 26 января 2003 года на кинофестивале «Сандэнс».

## Сюжет
Главный герой — Финбар Макбрайд (Питер Динклэйдж) — карлик, бывший станционный смотритель, зарабатывает на жизнь сборкой игрушечных поездов. После смерти напарника и закрытия магазина игрушек он получает в наследство дом на станции Ньюфаундленд в Нью-Джерси. Там он пытается по-новому взглянуть на свою жизнь.

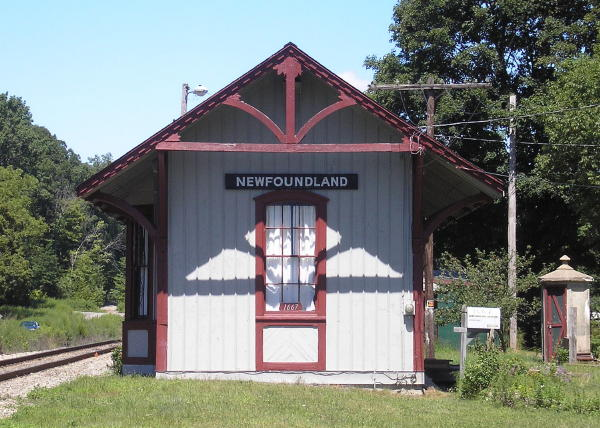
Станция Ньюфаундленд, на которой проходили съёмки

## В ролях
| Актёр            | Роль            |
| ---------------- | --------------- |
| Питер Динклэйдж  | Финбар Макбрайд |
| Патриша Кларксон | Оливия Харрис   |
| Бобби Каннавале  | Джо Орамас      |
| Мишель Уильямс   | Эмили           |
| Ричард Кайнд     | Луис Тибони     |
| Джон Слэттери    | Дэвид           |
| Пол Бенджамин    | Генри Стайлс    |
| Рэйвен Гудвин    | Клио            |
| Джейс Барток     | Крис            |

## Награды и номинации
- 2003 — три приза кинофестиваля «Санденс»: специальный приз жюри в категории «драма» (Патриша Кларксон), приз зрительских симпатий в категории «драма» и премия имени Уолдо Солта за сценарий (Томас Маккарти).
- 2003 — специальный приз жюри и специальное упоминание католической ассоциации на кинофестивале в Сан-Себастьяне.
- 2003 — премия Национального совета кинокритиков США за лучшую женскую роль второго плана (Патриша Кларксон), а также попадание в десятку лучших фильмов года.
- 2003 — приз зрительских симпатий на кинофестивале в Стокгольме.
- 2003 — специальный приз жюри на кинофестивале в Марракеше.
- 2004 — премия BAFTA за лучший оригинальный сценарий (Томас Маккарти).
- 2004 — 3 номинации на премию Гильдии киноактёров США: лучший актёрский состав в художественном фильме, лучшая мужская роль (Питер Динклэйдж) и лучшая женская роль (Патриша Кларксон).
- 2004 — 3 премии «Независимый дух»: лучший оригинальный сценарий (Томас Маккарти), премия имени Джона Кассаветиса и продюсерская награда (Мэри Джейн Скальски). Кроме того, лента была номинирована в категории «Лучшая мужская роль» (Питер Динклэйдж).
- 2004 — 2 номинации на премию «Спутник»: лучшая драматическая актриса второго плана (Патриша Кларксон) и лучший оригинальный сценарий (Томас Маккарти).
- 2004 — номинация на премию Гильдии сценаристов США за лучший оригинальный сценарий (Томас Маккарти).

## Отзывы
Фильм получил положительные отзывы кинокритиков. На сайте Rotten Tomatoes у фильма 95 % положительных рецензий на основе 153 рецензий. На Metacritic — 81 баллов из 100 на основе 36 рецензий. Роджер Эберт оценил фильм в 3,5 звезды из 4-х.